# رست (ویرجینیا)
رست (به انگلیسی: Rest) یک منطقهٔ مسکونی در ایالات متحده آمریکا است که در شهرستان فردریک، ویرجینیا واقع شده‌است.